# Palmy Days
Pour plus de détails, voir Fiche technique et Distribution.
Palmy Days est un film américain réalisé par A. Edward Sutherland, sorti en 1931.

## Synopsis
La boulangerie et restaurant familiale d'Eddie Simpson devient un énorme succès grâce aux spectacles de divertissement des Simpsons ainsi qu'un stand de voyance tenu par le mystérieux Yolando. Lorsqu'Eddie découvre que la diseuse de bonne aventure dirige en réalité un racket qui trompe les gens sur leurs économies, Yolando et son homme de main font de leur mieux pour se débarrasser de lui en le jettant dans l'un des grands fours de la boulangerie. Cependant, leurs efforts échouent.

## Fiche technique
- Titre : Palmy Days
- Réalisation : A. Edward Sutherland
- Scénario : David Freedman, Eddie Cantor et Morrie Ryskind
- Photographie : Gregg Toland
- Montage : Sherman Todd
- Chorégraphie : Busby Berkeley
- Costumes : Coco Chanel
- Société de production : The Samuel Goldwyn Company
- Pays d'origine : États-Unis
- Format : noir et blanc - 1,37:1 - Mono
- Genre : Comédie romantique, film musical
- Dates de sortie : 77 minutes
  - États-Unis : 3 octobre 1931
  - France : 18 décembre 1931

## Distribution
- Eddie Cantor : Eddie Simpson
- Charlotte Greenwood : Helen Martin
- Barbara Weeks : Joan Clark
- Spencer Charters : M. Clark
- Paul Page : Steve
- Charles Middleton : Yolando
- George Raft : Joe
- Harry Woods : l'homme de main de Yolando
- Busby Berkeley : le diseur de bonne aventure
- Sam Lufkin : le détective
- Paulette Goddard : Goldwyn Girl
- Betty Grable : Goldwyn Girl
- Virginia Grey : Goldwyn Girl
- Toby Wing : Goldwyn Girl
- Arthur Hoyt : l'homme à la fête
- Dorothy Poynton : nageuse
- Herbert Rawlinson : invité
- Edmund Mortimer : invité